# La plaça del Diamant (pel·lícula)
La plaça del Diamant és una adaptació de la novel·la del mateix títol de l'escriptora Mercè Rodoreda. Fou portada al cinema l'any 1982 pel director Francesc Betriu. Sílvia Munt va interpretar la Colometa i Lluís Homar va ser en Quimet. Posteriorment se'n va realitzar una adaptació per a la televisió. Fou coproduïda per RTVE.
La novel·la també ha estat portada al teatre. L'any 2004, Montserrat Carulla, Rosa Renom i Mercè Pons es van encarregar d'interpretar les diferents etapes de la vida de la Colometa.

## Argument
Amb el rerefons de l'arribada de la República i de la Guerra Civil, narra la història de Natàlia, una jove com tantes altres de la seva època, que accepta sense queixar-se tot allò que la vida, i el seu marit, li imposen. Fins i tot accepta que li canviïn el nom pel de "Colometa". Aquesta resignació acaba en finalitzar la guerra. Natàlia es rebel·la per fi contra tot el que considera injust. Al final de la novel·la deixarà de ser "Colometa" per a convertir-se en "la senyora Natàlia". Un canvi de nom que significa també un canvi de personalitat. La novel·la és també una crònica fidel de la Barcelona de postguerra i de com va marcar aquest període històric als seus habitants. Com en altres novel·les de l'autora, La plaça del diamant juga amb els símbols. Les colomes que la protagonista cria a casa seva serveixen a Mercè Rodoreda d'element simbòlic per a anar mostrant l'evolució en la vida de Natàlia. A mesura que la seva vida es va quedant sense il·lusions, les colomes del seu colomer van marxant o es van morint. Alliberant-les, la Natàlia s'allibera també per una banda del seu passat. Utilitzant com a recurs expressiu el monòleg i un naturalisme esquinçador, Rodoreda permet que els lectors coneguin els sentiments més profunds de la protagonista. L'autora se serveix d'un estil narratiu simple i pla, carregat de poesia, adequat a la innocència i ingenuïtat de la protagonista. A pesar del dramatisme de l'obra, Mercè Rodoreda utilitza cert grau d'humor, adequat també al caràcter del seu personatge.

## Repartiment
- Sílvia Munt: Colometa
- Lluís Homar: Quimet
- Joaquim Cardona: Antoni
- Elisenda Ribas: Senyora Enriqueta
- Josep Minguell: Mateu
- Marta Molins: Julieta
- Paca Gabaldón: Griselda
- Josep Vivó: mossèn Joan
- Alfred Lucchetti: el gendre Bofarrull
- Nadala Batiste: la veïna de la mare de Quimet
- Rafael Anglada: el pare de la Colometa
- Lluís Julià: Cincet
- Anna Lizaran: Clienta

## Premis
- Premi revelació a les Medalles del Cercle d'Escriptors Cinematogràfics de 1982 - Sílvia Munt[4]
- I Premis de Cinematografia de la Generalitat de Catalunya - millor llarg de producció catalana[5]